# Tháng 11 năm 2008
Trang này liệt kê những sự kiện quan trọng vào tháng 11 năm 2008.

## Thứ bảy, ngày1 tháng 11
- Cuộc điều tra nghiên cứu tại trường Đại học Đông Anglia kết luận rõ ràng rằng con người có vai trò trong sự nóng lên của khí hậu toàn cầu tại châu Nam Cực.
- Ba khối buôn bán châu Phi – COMESA, SADC, và EAC – đồng ý hợp nhất thành một khối có 26 quốc gia và 757 triệu người.

## Chủ nhật, ngày2 tháng 11
- Lewis Hamilton đoạt ngôi quán Giải vô địch thế giới Công thức 1 năm 2008, anh hơn Felipe Massa đúng một điểm ở bảng xếp hạng chung cuộc để trở thành nhà Vô địch thế giới trẻ nhất trong lịch sử môn đua xe Công thức 1.
- Lũ lụt do trận mưa kỷ lục tại miền Bắc và miền Trung Việt Nam làm thiệt mạng hàng chục người.
- Rupiah Banda của Phong trào Dân chủ Đa đảng thắng cử Tổng thống Zambia.

## Thứ ba, ngày4 tháng 11
- Ứng cử viên Dân chủ Barack Obama (hình) trở thành người Mỹ gốc Phi đầu tiên thắng cử tổng thống Hoa Kỳ, và đảng Dân chủ giành được thêm ghế trong Quốc hội. BBC VNN VOA
- Hội Giao lưu Eo biển (THDQ) và Hiệp hội Quan hệ Hai Bờ Eo biển (CHNDTH) ký bốn thỏa thuận để tái lập các đường bưu chính–vận tải–buôn bán qua eo biển Đài Loan và hợp tác về an toàn thực phẩm. BBC VNN VOA

## Thứ năm, ngày6 tháng 11
- Jigme Khesar Namgyel Wangchuck lên ngôi, trở thành vua Bhutan thứ 5 và quốc vương trẻ nhất thế giới.
- Trong Thông điệp Quốc gia trước Đuma Quốc gia, Tổng thống Nga Dmitry Anatolyevich Medvedev đề nghị kéo dài nhiệm kỳ tổng thống từ 4 năm đến 6 năm.

## Thứ bảy, ngày8 tháng 11
- Một liên hiệp các đảng Quốc gia của John Key, ACT, và Tương lai Đoàn kết giành được đa số ghế trong Nghị viện New Zealand.

## Thứ ba, ngày11 tháng 11
- Zahi Hawass của Hội đồng Tối cao Khảo cổ học Ai Cập tuyên bố khám phá ra kim tự tháp được xây 4.300 năm trước đây tại Saqqara cho Nữ hoàng Sesheshet, mẹ của Vua Teti.

## Thứ năm, ngày13 tháng 11
- Hai nhóm thiên văn học xuất bản các hình ảnh hồng ngoại được cho là của bốn hành tinh Fomalhaut b và HR 8799 b/c/d, lần đầu tiên có hình chụp thẳng ngoại hành tinh, tức là không dùng phổ học hoặc vận tốc xuyên tâm. Washington Post Wired

## Thứ bảy, ngày22 tháng 11
- Núi lửa Nevado del Huila tại miền nam Colombia làm ít nhất 10 người chết và bắt hơn 12.000 người phải di tản.

## Chủ nhật, ngày23 tháng 11
- Đảng PAIGC chiếm đa số ghế trong Quốc hội Nhân dân trong cuộc bầu cử tại Guiné-Bissau.

## Thứ ba, ngày25 tháng 11
- Khủng hoảng chính trị tại Thái Lan sâu rộng thêm khi những người biểu tình thuộc về Liên minh Dân chủ Nhân dân chiếm đoạt các sân bay Suvarnabhumi và Đôn Mường tại Bangkok.

## Thứ tư, ngày26 tháng 11
- Một loạt vụ tấn công khủng bố tại Mumbai (Ấn Độ) làm trên 150 người chết và hàng trăm người bị thương.
- Dân Greenland, một lãnh thổ thuộc về Đan Mạch, thông qua trưng cầu dân ý về thêm quyền tự trị.

## Thứ bảy, ngày29 tháng 11
- Những bên Kitô giáo và Hồi giáo nổi loạn sau cuộc bầu cử bị tranh cãi tại Jos (Nigeria), có trên 381 người chết và hàng trăm người bị thương.